# Suza international
Pour les articles homonymes, voir Advance.

Logo de la marque Advance.

Suza international est un distributeur français d'accessoires et de matériel informatiques, commercialisés sous plusieurs marques, notamment Advance et Spirit Of Gamer,.

## Produits
Elle importe une grande variété de composants et de périphériques pour PC :
- Alimentations, Périphériques audios (kits son et micro-casques), Périphériques Bluetooth, Boîtiers, Cartes graphiques, Claviers et souris, Câbles, Webcams, Hubs USB, boitier Multimédia, Lecteurs de cartes, Graveurs, Moniteurs, Racks, Ventilateurs.

## Critiques
D'après un test de mai 2008 du journal spécialisé Canard PC, certaines alimentations vendues par cette société se seraient révélées surévaluées par le constructeur, une alimentation explosant lorsque la puissance indiquée sur celle-ci était utilisée.